# Polypedilum leopoldi
Polypedilum leopoldi är en tvåvingeart som beskrevs av Maurice Emile Marie Goetghebuer 1932. Polypedilum leopoldi ingår i släktet Polypedilum och familjen fjädermyggor. Inga underarter finns listade i Catalogue of Life.